# Kouchuu Ouja Mushiking ~Mori no Tami no Densetsu~
Kouchuu Ouja Mushiking ~Mori no Tami no Densetsu~ (甲虫王者ムシキング ～森の民の伝説～ lit. Mushiking: los guardianes del bosque?) es un anime basado en el videojuego japonés de SEGA llamado Mushiking: King of the Beetles. El nombre original de la serie es Kabutomushi Ouja Mushiking – Mori no Tami no Densetsu. Consta de un total de 52 capítulos que mezclan fantasía, artes marciales e insectos. En España se emitió en el 2007 por Cartoon Network.

## Argumento
Popo, un pequeño chico que vive y protege el bosque, se ve obligado a abandonar su hogar para salvar a su madre, ya que esta fue convertida en flor. Su destino es ir al bosque del este, para encontrar a su padre que se había marchado a él hacía muchos años y así, encontrar una solución para salvar a su madre. 
En sus aventuras es acompañado por Chibi-King, un pequeño escarabajo y por un grupo de artistas circenses que saben luchar de diferentes métodos. Siempre es atacado por un malo que usa escarabajos. Este lo que desea es el colgante de Popo. Cuando es atacado, surge Mushiking, el Rey de los escarabajos.
Todos los capítulos suelen seguir una línea argumental parecida, que suele ser meterse en un problema o ayudar a otros y después aparecer uno de los enemigos atacándolos, para acabar con la aparición de Mushiking ayudándolos

## Vida de los Habitantes del Bosque
Los Habitantes del Bosque nacen de una fruta madurada por la luz del sol. Cuando mueren, se convierten en luz. Son de un tamaño parejo al de un escarabajo. Se alimentan sobre todo de savia y de frutas del bosque.

### Guardianes del Bosque
- Popo

Es un chico que vivió siempre con su madre y que sabe mucho acerca del bosque, pero no sabe protegerse. Va vestido completamente de verde y tiene el pelo rosa. Es el guardián del bosque y su misión es protegerlo, ya que es quien porta el símbolo del guardián (que al final se convierte en un simple colgante). Ya desde pequeño, podía oír las voces del bosque y de los escarabajos. Un día, cuando estaba con su madre, su bosque se volvió negro y su madre se convirtió en flor. Entonces ella le contó que debía ir al bosque de la luz en busca de su padre, para así poder salvarla. Gracias a Mushiking, aprende a controlar el símbolo del guardián, y así consigue pedir al bosque que le de fuerza a Mushiking o al viento que le de poderes a él. Aun así, llega un momento en el que se da cuenta, que cuando usa el símbolo, algún bosque del mundo se convierte en un bosque negro, ya que, para darle fuerza a él, el bosque pierde la suya. Es aquí, cuando duda acerca de si seguir con su misión, pues no quiere que el bosque sufra a pesar de que las voces de este se lo pidan. Conforme avanza la historia se nota que le gusta pam aunque en un principio lo negó en uno de los primeros capítulos ( pero obviamente era mentira). Al final cuando se encuentra con Adder, éste le cuenta cual es su verdadera misión: Dirigir la nave hacia un nuevo mundo (cosa a la que él se niega). Al final vuelve al bosque con su madre y también vivirá con Pam. 
- Chibi-King

Es un pequeño escarabajo que habla. Acompaña a Popo desde que este emprendió su viaje. Siempre que ocurre algún peligro desaparece. Está enamorado de Serán. Al final, se descubre que en verdad es Mushiking. Después de derrotar a Adder, aparece de nuevo convertido como Chibi-King en el bosque de Popo, pero sin recordar nada de lo que pasó antes y también sin recordar a Popo.
- Mushiking

Es el Rey de los escarabajos. Dicen las leyendas que es el más fuerte y su caparazón el más duro. Se encarga de proteger a Popo y al bosque y recibe la fuerza extra cuando por medio del símbolo del bosque. En verdad, era Chibi-King y además el padre de Popo, Péle, estaba reencarnado en él. Pero cuando Adder se marcha, Mushiking también se va.
- Pam

Es una chica muy introvertida y que no muestra nunca sus sentimientos, ya que no posee (en realidad no es que no los tuviera sino que no sabía como expresarlos, posiblemente la nave sello esas emociones para impedir que se opusiera a su misión). Va vestida en tonos morados. Se debía a que era hija de la nave y se encontraba en el mundo para recopilar información acerca de este. Por fin, cuando llegaron a unos ruinas debajo de la tierra, la nave le extrajo toda la información que ella había recopilado. A partir de este instante, Pam dejó de recordar a sus amigos, pero consiguió tener por fin voluntad propia y derecho a elegir su propio camino y además, empezó a tener sentimientos mostrándose más alegre y con más preocupación hacia sus compañeros, aunque sigue habiendo rasgos de su antigua actitud cómo cuando muestra seriedad sin emoción o su información sobre el mundo, por lo visto su cerebro aún le queda trozos sobre su experiencia en el planeta y los datos qué recopiló largo de los años siguen algo vigentes en pam. En verdad, ella había existido desde que la nave aterrizó, y fue cambiando de piel cada vez que recopilaba suficiente información. En un episodio, cuando llegó a unas ruinas, se encontró con todas las pieles que había tenido, las había de todos los colores y eran incontablemente incontables. Conforme avanza la historia, entre pam y popo parece haber algo más que amistad, incluso ella lo besó cuándo popo estaba inconsciente por el veneno de soma, además al final de la historia lo sigue hasta su bosque para vivir con él.
- Soma

Es el mejor amigo de Popo y su rival a lo largo de la serie. Cuando Chouk le confiesa que es su madre, se une a los malos junto a Chouk para atacar a Popo. Tiene celos de Popo por ser el guardian, y él asegura ser mejor física y mentalmente. Tras descubrir que Diuk es su padre, se queda traumatizado y se enfrenta en un combate a muerte, junto con su escarabajo, contra Popo en el bosque fósil, pero queda herido gravemente por una explosión y hubiese perdido la vida, convirtiéndose en luz, si Serán no llega a salvarle con sus nuevos poderes. Después de eso vuelve con Popo y los demás, y desarrolla un tremendo odio hacia Diuk. 
- Serán

Es una especie de hada cuyo nacimiento proviene de una flor. Tiene unos poderes curativos muy misteriosos y también es considerada como un insecto. Chibiking está enamorado de ella, pero esta prefiere a Soma. Cuando Popo y los demás llegan al bosque fósil, se envuelve en un capullo de cristal para evolucionar y resurge con una nueva forma más adulta y más poderosa, conectada con el bosque de alguna manera. En esta nueva forma era algo parecido a una diosa, ya que salva la vida de Soma cuando este se encontraba al borde de la muerte y luego revive a Pia cuando esta se sacrifica para darle más poder a Mushiking, además, también puede devolver el verdor y la vida a los bosques negros. Al final se va con el alma de Adder a un nuevo planeta para salvar el de Popo.
- Bibi

Es el malabarista del grupo. Es bastante alegre y jovial, aunque Babi siempre está burlándose de él y haciéndose rabiar. Lleva un pañuelo en la cabeza y un tatuaje en el ojo izquierdo. Sus armas son sus bolas de malabarismo, que estallan al chocar contra algo.
- Deh

Es un anciano muy bromista, y al igual que Bibi sus armas son sus bolas de malabarismo. Muere protegiendo a Popo y sus amigos en el capítulo 3. Su vestimenta es una bata blanca y también usa un bastón debido a su edad. Podía controlar el viento, poder que Popo también logra adquirir.
- Pooh

Es un mago cuyas armas son las cartas que posee, usándolas como armas arrojadizas. Muere junto a Deh protegiendo a Popo y los demás. Es el posible novio de Babi, puesto que ella llora por su muerte. Su vestimenta es una capa violeta con un sombrero de copa y lleva un antifaz. Podía controlar el agua, poder que Popo también logra adquirir.
- Babi

Es una chica muy peleona y siempre está riéndose y burlándose de Booh y Bibi, los cuales terminan temiéndola a lo largo de la serie, aunque en realidad es bastante amable. Su arma es un látigo extremadamente largo que visiblemente lleva enrollado al cuerpo. Su vestimenta es un Tutú rosa con una flor a la altura de la cadera por la parte trasera. En un capítulo se revela que ella originalmente había pertenecido al pueblo del ámbar, donde vivían su madre y su hermana pequeña, aunque las había olvidado al perder sus recuerdos como el resto de miembros del circo.
- Booh

Su cuerpo es extremadamente grande y Babi siempre le hecha culpas de sobrepeso, su mente es como la de un niño pequeño, por lo que es bastante simplón. Su arma es hacerse una bola y arrollar a su rival, aunque también suele lanzar rocas de gran tamaño con su fuerza o usar un enorme garrote de madera. Su vestimenta es un chaleco color amarillo y un pantalón azul.

### Otros
- Mónica

Es una inventora que aparece en dos capítulos no consecutivos. Lo que ella hace es crear máquinas voladoras. La primera era para atravesar un acantilado. Recibió la ayuda de Popo y sus amigos y ella les regaló la máquina con la que iban volando por el bosque. La segunda vez, lo que intentaba era hacer una máquina voladora que pudiese subir por los aires a todo un pueblo, para que así se dieran cuenta de que no merecía la pena convertirse en luz y sus leyendas eran mentira. Se había basado en un insecto para esto. Con esta máquina, consiguió salvar a Popo y sus amigos de un escarabajo ojos rojos. A lo largo de los capítulos siempre la recuerdan como la mujer que ayudaba y hacía feliz a la gente.
- Hobby

Al parecer es un amante de los insectos, pero en realidad tiene muchos escarabajos pasando sufrimientos encerrados en jaulas, atados a postes...
Cuando Hobby ve a un escarabajo rojo por primera vez, se enamora de él, queriéndolo atrapar, pero este se muestra agresivo y le ataca. Por suerte, Popo empuja a Hobby esquivando el ataque. Al final, casi todos los escarabajos mueren por una orden que le dio Passer al ojos rojos. Quedando Hobby destrozado mentalmente y marchándose a rehacer su vida. Pero un escarabajo llamado Vii que apreciaba a Hobby se fue con el, a pesar de los malos tratos que este le daba.

### Enemigos
- Paser

Fue uno de los sirvientes de Adder y el primero en aparecer. A pesar de luchar contra Popo, le salvó la vida dos veces. Siempre creyó en el destino, y en que Popo era fundamental para el destino del bosque. Odiaba al Guardián del bosque, porque, de pequeño, apareció un día Péle en su bosque, y tras de sí, su bosque se convirtió en un Bosque negro y sus padres se quedaron convertidos en estatuas. Por esa razón, odiaba a Popo, pero al final, se dio cuenta de lo que sucedía y abandonó a Adder. Siempre fue detrás de Popo y lo salvó varias veces de los escarabajos ojos rojos y una, del propio Diuk. Estuvo en la lucha final contra Adder y ayudó a Popo y sus amigos. Suele tallar estatuas de madera, quizás por nostalgia hacia sus padres. 
- Glum

Fue uno de los sirvientes de Adder y apareció el segundo, ayudando a Paser. Apareció después de que un pueblo matase a unas crisálidas de mariposa que estaba cuidando. En ese instante, dejó de ser de la gente del bosque y se convirtió en un sirviente de Adder, y le apareció el tatuaje por la cara. Su escarabajo era el Megasoma acteon. Nunca le gustó pelear y menos ver sufrir a los escarabajos. En un episodio, se negó a seguir atacando a Popo, pues su escarabajo estaba sufriendo y estaba muy herido. Al final, Diuk, ante la negación de Glum, mató a Acteon. En otro episodio, cuando aparecieron por el pueblo de Glum, este se dio cuenta de todo el mal que había hecho y que se había equivocado. Entonces, mientras protegía a unas larvas, y ayudó a Popo, su tatuaje desapareció. Desde aquel momento, en el que casi muere, volvió a pertenecer a la gente del bosque. En su pueblo, siempre se contaba su leyenda, su vida, de aquel que vivía por y para los escarabajos y fue acogido de nuevo como un héroe. Después, siguió siempre detrás de Popo, junto con Paser y le salvó un par de veces, así como también estuvo presente en la batalla final contra Adder, en la que el espíritu de Acteon le salvó la vida.
- Chouk

Es una de las sirvientas de Adder y apareció la tercera, ayudando a Glum. Apareció en el capítulo "El bosque de la pereza". Es capaz de transformarse en mariposa, y posee una empatía con esos insectos. También puede convertir a los humanos en piedra temporalmente y también puede transformarse, dichos poderes los mostró en unas ruinas luchando contra Popo, teniendo de compañeros a Soma, su Escarabajo Emascarado y el Escarabajo Jirafa de su hijo. Poco a poco va descubriendo que es la madre de Soma. Esta le da como herencia a Soma una daga. Cuando soma se une a ella, se muestra más feliz y preocupada por su hijo en ocasiones. Al final se convierte en luz intentando proteger a Soma.
- Diuk

Poco se sabe sobre él, pero es muy misterioso. Suele relacionarse con Chouk para tomar algo y le tiene manía a Glum. Su ropa es un poco extraña y color naranja apagado. Obliga a Megasoma acteon a atacar a Popo a escondidas de Glum, quien se cabrea por la pérdida de su escarabajo en este mismo episodio. Todo por culpa de Soma, quien mató a Megasoma Acteon como condición al fracaso de Glum.
Finalmente, le revela a Soma que él es su padre, conoció a Chouk cuando eran jóvenes y se enamoraron mutuamente debido a que se sentían extraños entre la gente del bosque, pero les abandonó después. Esto provoca el retorno de Soma con Popo y los otros, y Chouk se enfurece con Diuk por haber sido así de cruel con su hijo. También se descubre que las intenciones de Diuk es eliminar a Adder para ocupar su puesto y después robarle el símbolo del guardián a Popo para así, con su poder, convertirse en el rey del bosque.
- Adder

Es el enemigo principal de Popo y los guardianes del bosque, y el responsable de la creación de los escarabajos de ojos rojos. Va vestido con una túnica y lleva un bastón. Posee poderes muy extraños, y su origen se desconoce. Al parecer se había creado la misión propia de convertir a todos los habitantes del bosque en luz para llevarlos en la nave a un nuevo mundo, sin importarle todo el daño que causase. Solo necesitaba al guardián del bosque para que dirigiese la nave, pero esa parte del plan se truncó cuando Pele se convirtió en árbol para retener la nave, entonces decidió tratar de convencer a Popo o robarle el sello del guardián, con lo que se dirigía la nave. Finalmente Popo decide que la nave se quede en el bosque, con lo que la luz que contenía se libera y regresa al bosque para renacer de nuevo como nuevos habitantes del bosque. Adder, enfurecido, toma el sello y decide que si la nave ya no existe, él mismo se convertirá en una, y entonces absorbe la energía del bosque, corrompiendo su alma y tornándose en un gigante, pero Serán, usando sus poderes, devuelve la vida al bosque y destruye el cuerpo de Adder, salvando su alma, y se la lleva consigo a otro mundo, para que pueda renacer como un ser bondadoso.

## Insectosaparecidos
- Saltamontes
- Hormiga león
- Escarabajo hércules
- Ciervo volante
- Escarabajo elefante
- Mosca portasierra
- Mantis religiosa
- Escarabajo Goliat
- Tarántula comepájaros
- Ciervo volante japonés
- Escarabajo reno
- Escarabajo caucásico
- Escarabajo cuerno vertical
- Escarabajo del Cáucaso
- Ciervo mandibularis
- Escarabajo de cinco cuernos
- Escarabajo japonés
- Gorgojo del algodón
- Escarabajo blanco
- Ciervo volador dientes de sierra
- Ciervo volador acorazado
- Ciervo volador plano
- Grillos
- Megasoma actaeon
- Mariposa tigre
- Escarabajo jirafa
- Escarabajo enmascarado
- Escarabajo tailandés de cinco cuernos
- Ciervo volador dorado
- Cigarras
- Escarabajo hércules azul
- Acteon (version anterior a megasoma acteon)

## Lista de episodios
Esta es la lista de episodios de Mushiking: los guardianes del bosque. Con sus títulos originales y su fecha de salida en la televisión japonesa.
| # | Título                                                                       | Estreno                  |
| --- | ---------------------------------------------------------------------------- | ------------------------ |
| 01 | «El viaje de Popo» «Popo no tabidachi» (ポポの旅立ち)                        | 6 de abril de 2005       |
| 02 | «La chica de los circenses» «Circus dan no shoujo» (サーカス団の少女)        | 13 de abril de 2005      |
| Popo se encuentra con un pequeño insecto que habla, al que llama Chibi-King. Más tarde, se encuentra con la banda del circo. Todos estos se unen a su aventura. |                                                                              |                          |
| 03 | «El escape de los espíritus» «Tamashii no yukue» (魂の行方)                  | 20 de abril de 2005      |
| 04 | «El brillo de la nueva vida» «Seimei no kagayaki» (生命の輝き)               | 27 de abril de 2005      |
| 05 | «La tierra de los frutos» «Kajitsu no sato» (果実の里)                       | 4 de mayo de 2005        |
| 06 | «La verdad de la esperanza» «Kibou no mi» (希望の実)                         | 11 de mayo de 2005       |
| 07 | «Misión y destino» «Shimei to shukumei» (使命と宿命)                         | 18 de mayo de 2005       |
| 08 | «Palabras legadas» «Nokosareta kotoba»                                       | 25 de mayo de 2005       |
| 09 | «El bosque de namakemono» «Namakemono no mori» (なまけ者の森)                | 1 de junio de 2005       |
| 10 | «La chica y la bruja» «Shoujo to majou» (少女と魔女)                         | 8 de junio de 2005       |
| 11 | «El poder del amor» «Ai no chikara» (愛の力)                                 | 15 de junio de 2005      |
| 12 | «El otro chico» «Mou hitotsu no shounen» (もう一人の少年)                    | 22 de junio de 2005      |
| 13 | «La sombra sigilosa» «Shinobi yoru kage» (しのびよる影)                      | 29 de junio de 2005      |
| 14 | «Encuentro» «Souguu» (遭遇)                                                  | 6 de julio de 2005       |
| 15 | «Sol mudo» «Shizumanu taiyou» (沈まぬ太陽)                                   | 13 de julio de 2005      |
| 16 | «El rey hatsumei» «Hatsumei-ou» (発明王)                                     | 20 de julio de 2005      |
| 17 | «La fortaleza de Kohaku» «Kohaku no toride» (琥珀の砦)                       | 27 de julio de 2005      |
| 18 | «El país de los niños» «Kodomotachi no kuni» (子供達の王国)                  | 3 de agosto de 2005      |
| 19 | «El río de flores» «Haha no kawa» (母の河)                                   | 10 de agosto de 2005     |
| 20 | «Sin libertad» «Non Rilasciato» (甲虫コレクター)                             | 17 de agosto de 2005     |
| 21 | «El bosque oscuro» «Kuroi mori» (黒い森)                                     | 24 de agosto de 2005     |
| 22 | «Recuerdos de una estrella» «Hoshi no kioku» (星の記憶)                      | 31 de agosto de 2005     |
| 23 | «El comienzo de una nueva vida» «Seimei no hajimari» (生命のはじまり)        | 7 de septiembre de 2005  |
| 24 | «El fin del viaje» «Tabi no owari» (旅の終わり)                              | 14 de septiembre de 2005 |
| 25 | «Lazos que tiemblan» «Yureru kizuna» (揺れる絆)                              | 21 de septiembre de 2005 |
| 26 | «El brillo de la puesta de Sol» «Yuuhi no kagayaki» (夕日の輝き)             | 28 de septiembre de 2005 |
| 27 | «El emblema tallado» «Kizamareta monshou» (刻まれた紋章)                     | 5 de octubre de 2005     |
| 28 | «Dentro de la tormenta» «Arashi no naka» (嵐の中)                            | 12 de octubre de 2005    |
| 29 | «La tumba de la pradera» «Nobara no haka» (野ばらの墓)                       | 19 de octubre de 2005    |
| 30 | «El bosque ideal» «Risou no mori» (理想の森)                                 | 26 de octubre de 2005    |
| 31 | «Dolor posterior» «Tsutawaru Itami» (伝わる痛み)                             | 2 de noviembre de 2005   |
| 32 | «Vínculos Azules» «Aoi kizuna» (青い絆)                                      | 9 de noviembre de 2005   |
| 33 | «Mi propia verdad» «Hontou no jibun» (本当の自分)                            | 16 de noviembre de 2005  |
| 34 | «El guardián del bosque» «Mori no shugosha» (森の守護者)                     | 23 de noviembre de 2005  |
| 35 | «El valle de entrenamiento» «Shugyou no tani» (修行の谷)                     | 30 de noviembre de 2005  |
| 36 | «Las lágrimas del hombre insecto» «Mushi otoko no namida» (虫男の涙)         | 7 de diciembre de 2005   |
| 37 | «El pequeño rey» «Chiisana ouja» (ちいさな王者)                              | 14 de diciembre de 2005  |
| 38 | «La metrópolis del cobertizo» «Nukegara no to» (抜け殻の都)                  | 21 de diciembre de 2005  |
| 39 | «El certificado del guardián» «Shuugomono no akashi» (守護者の証)            | 28 de diciembre de 2005  |
| 40 | «El pueblo del rey Kabutomushi» «Kabutomushi ouja no mura» (甲虫王者の村)    | 4 de enero de 2006       |
| 41 | «Avanzando» «Susumu beki michi» (進むべき道)                                 | 11 de enero de 2006      |
| 42 | «Hora de regeneración» «Saisei no toki» (再生の時)                           | 18 de enero de 2006      |
| Serán sufre una metamorfosis y aparece en una forma más adulta y poderosa, con aspecto más humano.                                                              |                                                                              |                          |
| 43 | «El cementerio de Kabutomushi» «Kabutomushi no hakaba» (甲虫の墓場)          | 25 de enero de 2006      |
| 44 | «Padre e hijo» «Chichi to ko» (父と子)                                       | 1 de febrero de 2006     |
| 45 | «Promesa» «Yakusoku» (約束)                                                  | 8 de febrero de 2006     |
| 46 | «Vida congelada» «Kogoeru inochi» (凍える命)                                 | 15 de febrero de 2006    |
| 47 | «El rey de Nihiki» «Nihiki no ou» (二匹の王)                                 | 22 de febrero de 2006    |
| 48 | «El bosque brillante» «Kagayaki no mori» (輝きの森)                          | 1 de marzo de 2006       |
| 49 | «El fin de la batalla» «Tatakai no hate» (戦いの果て)                        | 8 de marzo de 2006       |
| 50 | «El sueño del bosque» «Mori no yume» (森の夢)                                | 15 de marzo de 2006      |
| 51 | «En vida» «Ikite koso» (生きてこそ)                                          | 22 de marzo de 2006      |
| 52 | «La leyenda del pueblo del bosque» «Mori no tami no densetsu» (森の民の伝説) | 29 de marzo de 2006      |

## Versión manga
Como la versión de cómics, "Mushiking ~ serie de Zach aventura ~" fue serializada en corocoro comic en el bessatsu corocoro comic. Autor es おおせよ nosotros. Serializa y hasta febrero de 2008, cuestión que la cuestión de abril de 2004 en octubre de 2006, otro Kolo desde febrero de 2005, Kolo,. Libro, 8 volúmenes. Se publica la versión 読みきり, Kolo, hasta septiembre de 2004 y octubre.

### Historia
Kabuto Maru, mientras Zach es un héroe no siguen preguntando おたから es otro almizcle de héroe y cada competidor en los personajes enemigos de batalla creciente y la historia.

### Lista de caracteres
Zach
Héroe. Hunter （ ） tesoros de tesoro para viajar por el mundo. Chico sueña con convertirse en un cazador de tesoros en el mundo, y aspiran a llegar a Edenshia. "Yo", la primera persona.
Padre de narval Kabuto Maru se llama "ossan".
Edad es quizás la adolescencia, pero con la edad, el cálculo y la personalidad de Oni. Temprana rotación del cabeza, excelente insight, que mucho es había demostrado experiencia de cherrysite ligero aún. Kabuto-Maru y más tarde sería su ムシマスター.
"EET-campeón, cuyo verdadero nombre es Zach = Coburn es revelado. Padre: "Oh van = Coburn es conocido como un aventurero excelente". Zach es odiar en van de padre o de la muerte de la madre y padre de recuerdos de la infancia tallado corazón fuertemente ahora. Japón también tiene conflictos en mente, buscando una razón todavía permite el padre.
Elementos de un comportamiento tsundere y destellos.
El origen del nombre "（ monedas ） zakzak" "Frank" de.
Kabuto-Maru
Otro héroe. Samurai de la aldea de Hinode pretende retirarse, escarabajos.
Hijo del narval del cacique de pueblo Hinode, dicho, narwhal "padre". Para narval padre tratando de defender el pueblo de Hinode, él piensa y es repudiado su padre también desesperadamente Hinode pueblo natal quiere defender. Yamaha satisfacer se convirtió en la aldea de Hinode vasallo a temprana edad, en la primera sección del árbol de la "Celestial Ed", y también tuvo un enfrentamiento con el padre de Yamaha siente "incluso limpiando" no. Sin embargo y se concilia con la Yamaha, decidió convertirse en un conjunto un cochambre.
Primera persona, "yo". Diciendo "una canasta de bambú". Tipo es el escarabajo. El astado × inscrito con el escudo de armas de marca.
Guarda el río fluye con ムシカード atrapado, Zach. Llamada el más tarde conoció a Zack, Zach "Zach" y.
Si no siga personalidad de Zac no permite bent en la cantidad de calor y por lo tanto, mantener cabeza activamente a alguien, sería apenas encontró vengar una derrota anterior.
Debilitado avanza combate y personalidad de la casa de la aldea de Hinode "serie tarjeta campeón", después.
Un plato de sandía, cobertizo lágrimas cuando servía como un honor, Zach complació.
ナゲわざ bueno, "tornado ナゲわざ tirar" es extremadamente mortal técnica.
Narval
El cacique de la aldea de Hinode. Padre de Kabuto-Maru. Piedra de molino de insultos. Discípulo de Zhang-G uno. (Por qué aprendiz preocupado, dijo Zhang roushi. )
Piensa que el odiado "Musik no mierda", en determinadas circunstancias, Shizuko es debe ser un novato todavía débil.
Piensa y razones por las considera que son desatendidos y chungo puzzle Musik y hijo es todavía un callow, hijo Musik también no desea.
Además, el hijo Zach y cobarde del ムシマスター son this言i様stunned. Sin embargo, enseñan a los jóvenes que Yamaha llegó a la aldea de Hinode hijo como parte de a los subordinados y (razones rehabilitar al hijo Yaniv se convirtió en el vasallo. ) La escena parece ser todavía estaba familiarizado con el joven hijo de su padre, también. Sin embargo, amuleto, como el pueblo de Hinode como carecen de cuando el monumento con el oscuro ムシマスター de メッサーノ de pueblo de Hinode grupo I. (Prima facie parece tener 守れて, aldea de Hinode. )
Que piensa, pero que nunca salió una vez que el pueblo de nodo es un lugar de nacimiento del hijo, y desesperado por proteger a hijo Kabuto ronda poniendo Hinode aldea abandonada y había repudiado a él, odia al hijo violentamente. Sin embargo, hasta que perdona aún del poder de sentimientos "defensa de la aldea de Hinode querido" hijo, hijo, Zach y del hijo y no sabe nada y era todavía a un poco prematuro hijo como un verdadero. Por estas razones, es militantes y.
Y sus hijos, Zach y su hijo Donateruro et combate ráfaga cuando el saber finalmente la sensación de "no en estiércol y sólo quieren proteger la aldea de Hinode" que su hijo había sido inconsciente pierdo cosas para combatir de shabera Shimo y Zenón Imperio para adquirir habilidades y llevar de Zack interactúan con Zhang G después de "diario" Nova "piedra me Hinode aldea Donateruro, en medio de la batalla Donateruro et （ llega a conocer durante la batalla, también hijo astado. ） y permitió a la poca paz derrota et Donateruro et hijo y Zach y entonces dan ZAK y hijos y aventuras en que se encuentran sobre los sentimientos del hijo.
Por cierto parece primera persona dijo, "ossan" y Zack "Águilas".
O van = Coburn
Padre de Zach. Si eres Dora.
Casa, abandonó a su esposa e hijo y por qué. Aunque es realmente sano a su esposa de viaje, finalmente derrocado Imperio Zenón tornillo ムシマスター. También necesitada colgante, van o fue llevado a tornillo, hijo Zach era saber por qué su padre fuera de la casa salió a viajar hasta hace un tiempo.